# Catachlorops carrerai
Catachlorops carrerai är en tvåvingeart som beskrevs av Barretto 1946. Catachlorops carrerai ingår i släktet Catachlorops och familjen bromsar. Inga underarter finns listade i Catalogue of Life.